# Kolarstwo na Letnich Igrzyskach Olimpijskich 2016 – BMX kobiet
Wyścig kobiet podczas Letnich Igrzyskach Olimpijskich 2016 rozegrany został między 17 a 19 sierpnia na torze Olympic BMX Center w Rio de Janeiro.

## Format
Zawodniczki zostały przydzielone do półfinałów według czasów, jakie uzyskały w eliminacjach. Każdy półfinał obejmował trzy biegi, w których za każde miejsce przyznawane były punkty (za 1. miejsce 1 punkt, za 2. miejsce 2 punkty itd.). Pierwsze cztery zawodniczki z każdego półfinału awansowały do finału. Finał obejmował jeden bieg.

## Terminarz
Wszystkie godziny podane są w czasie brazylijskim (UTC-03:00).
| Data             | Godzina | Runda             |
| ---------------- | ------- | ----------------- |
| 17 sierpnia 2016 | 13:30   | Eliminacje        |
| 19 sierpnia 2016 | 13:30   | Półfinały i Finał |

## Wyniki

### Eliminacje
| Pozycja | Zawodnik             | Czas   | Uwagi |
| ------- | -------------------- | ------ | ----- |
| 1       | Mariana Pajón        | 34,508 |       |
| 2       | Caroline Buchanan    | 34,752 |       |
| 3       | Laura Smulders       | 35,114 |       |
| 4       | Stefany Hernandez    | 35,202 |       |
| 5       | Simone Christensen   | 35,251 |       |
| 6       | Elke Vanhoof         | 35,325 |       |
| 7       | Brooke Crain         | 35,345 |       |
| 8       | Alise Post           | 35,509 |       |
| 9       | Merle van Benthem    | 35,644 |       |
| 10      | Lauren Reynolds      | 35,666 |       |
| 11      | Jarosława Bondarenko | 35,682 |       |
| 12      | Manon Valentino      | 36,377 |       |
| 13      | Amanda Carr          | 36,464 |       |
| 14      | Nadja Pries          | 37,152 |       |
| 15      | Priscilla Carnaval   | 37,534 |       |
| 16      | Gabriela Díaz        | 40,073 |       |

## Półfinały

### Półfinał 1
| Pozycja | Zawodnik           | Bieg 1     | Bieg 2       | Bieg 3       | Suma punktów | Uwagi |
| ------- | ------------------ | ---------- | ------------ | ------------ | ------------ | ----- |
| 1       | Mariana Pajón      | 34,642 (1) | 35,098 (1)   | 34,479 (1)   | 3            | Q     |
| 2       | Alise Post         | 35,480 (3) | 35,117 (2)   | 35,417 (3)   | 8            | Q     |
| 3       | Stefany Hernandez  | 35,282 (2) | 52,695 (7)   | 34,912 (2)   | 11           | Q     |
| 4       | Manon Valentino    | 36,226 (5) | 35,448 (3)   | 35,744 (4)   | 12           | Q     |
| 5       | Gabriela Díaz      | 39,669 (8) | 38,965 (4)   | 38,625 (5)   | 17           |       |
| 6       | Amanda Carr        | 36,869 (6) | 39,782 (5)   | 43,217 (7)   | 18           |       |
| 7       | Simone Christensen | 35,631 (4) | 48,134 (6)   | 1:21,312 (8) | 18           |       |
| 8       | Merle van Benthem  | 37,378 (7) | 1:47,817 (8) | 39,990 (6)   | 21           |       |

### Półfinał 2
| Pozycja | Zawodnik             | Bieg 1     | Bieg 2     | Bieg 3       | Suma punktów | Uwagi |
| ------- | -------------------- | ---------- | ---------- | ------------ | ------------ | ----- |
| 1       | Laura Smulders       | 34,938 (2) | 34,670 (1) | 34,670 (1)   | 4            | Q     |
| 2       | Brooke Crain         | 35,095 (3) | 35,405 (2) | 34,891 (2)   | 7            | Q     |
| 3       | Elke Vanhoof         | 35,350 (4) | 36,834 (6) | 35,570 (3)   | 13           | Q     |
| 4       | Jarosława Bondarenko | 35,800 (5) | 35,310 (3) | 36,126 (5)   | 13           | Q     |
| 5       | Caroline Buchanan    | 34,523 (1) | 35,405 (4) | 1:21,586 (8) | 13           |       |
| 6       | Lauren Reynolds      | 35,800 (6) | 53,373 (7) | 36,017 (4)   | 17           |       |
| 7       | Nadja Pries          | 36,864 (7) | 36,683 (5) | 38,540 (7)   | 19           |       |
| 8       | Priscilla Carnaval   | 36,949 (8) | 54,183 (8) | 38,210 (6)   | 22           |       |

## Finał
| Pozycja | Zawodnik             | Czas     |
| ------- | -------------------- | -------- |
| złoto   | Mariana Pajón        | 34,093   |
| srebro  | Alise Post           | 34,435   |
| brąz    | Stefany Hernandez    | 34,755   |
| 4.      | Brooke Crain         | 35,520   |
| 5.      | Jarosława Bondarenko | 36,017   |
| 6.      | Elke Vanhoof         | 39,538   |
| 7.      | Laura Smulders       | 1:52,235 |
| 8.      | Manon Valentino      | 2:41,109 |